# 阮務德 (1914年)
阮務德（1914年4月19日—1938年11月8日），又名張得民。共產黨黨員，冀東抗日聯軍第二十三總隊政治部主任。

## 生平
阮務德八歲入學，1933年畢業於田氏中學，之後入河北省立法商學院就讀。1935年參與一二九運動。1936年加入共產黨，同年10月被逮捕入獄，後因法商學院保釋得以出獄。1938年7月參加冀東武裝抗日暴動，8月任冀東抗日聯軍第二十三總隊政治部主任，同年11月8日，阮在盧龍縣西安河突圍戰鬥中殉國。2015年8月24日，被列入民政部公布的第二批600名著名抗日英烈和英雄群體名錄。